# Schleife (stacja kolejowa)
Schleife – stacja kolejowa w Schleife (łuż. Slepo) położona na Górnych Łużycach w kraju związkowym Saksonia na samej granicy z krajem związkowym Brandenburgia, w Niemczech, na linii kolejowej łączącej Görlitz z Berlinem. Znajdują się tu 2 perony.
Na szyldach wywieszonych na peronach i budynku stacyjnym znajduje się nazwa miejscowości w dwóch językach: niemieckim – Schleife i górnołużyckim – Slepo.
| Schleife                                 |  |                          |
| Linia 6142 Berlin – Görlitz (148,890 km) |  |                          |
| Spremberg                                |  | Weißwasser (Oberlausitz) |